# Hubert C. de la Bouillerie
Hubert Charles de la Bouillerie (* 28. Januar 1951) ist ein US-amerikanischer Filmeditor und Filmregisseur mit französischen Wurzeln.

## Leben
Hubert C. de la Bouillerie assistierte von 1970 bis 1993 in mehreren Filmprojekten beim Filmschnitt. Dabei waren Projekte wie … und Gerechtigkeit für alle und Roots – Die nächsten Generationen, sowie im Abspann unerwähnte Arbeiten in Rollerball und Firefox. Ab Mitte der 80er Jahre schaffte es de la Bouillerie sich als eigenständiger Editor im Filmgeschäft zu behaupten und arbeitete an Filmen wie Die Hexen von Eastwick, Tango und Cash und zwei Police-Academy-Filmen, nämlich Police Academy 5 – Auftrag Miami Beach und Police Academy 6 – Widerstand zwecklos. Als Editor blieb er bis 1996 aktiv. Anschließend probierte er sich als Regisseur für Im Auge des Sturms und Codename Apocalypse. Daraufhin trat er neun Jahre lang nicht als Regisseur in Erscheinung und führte erst 2005 wieder Regie bei einer Episode der Fernsehserie Boston Legal.

## Filmografie (Auswahl)

### Als Editor
- 1970: Woodstock – 3 Tage im Zeichen von Liebe & Musik (Woodstock – 3 Days of Peace & Music)
- 1975: Rollerball (Schnitt-Assistenz, im Abspann unerwähnt)
- 1979: Roots – Die nächsten Generationen (Roots: The Next Generations) (Schnitt-Assistenz)
- 1979: … und Gerechtigkeit für alle (…And Justice for All) (Schnitt-Assistenz)
- 1982: Firefox (Schnitt-Assistenz, im Abspann unerwähnt)
- 1985: Knast Total – Hier sitzen sie richtig (Doin’ Time)
- 1987: Die Hexen von Eastwick (The Witches of Eastwick)
- 1988: Police Academy 5 – Auftrag Miami Beach (Police Academy 5: Assignment: Miami Beach)
- 1989: Flitzerwochen (Honeymoon Academy)
- 1989: Police Academy 6 – Widerstand zwecklos (Police Academy 6: City Under Siege)
- 1989: Tango und Cash (Tango & Cash)
- 1990: Highlander II – Die Rückkehr (Highlander II – The Quickening)
- 1991: Das Geld anderer Leute (Other People’s Money)
- 1992: Meh’ Geld (Mo’ Money)
- 1993: Gefangen im ewigen Eis (A Captive in the Land)
- 1994: Mac Millionär – Zu clever für ’nen Blanko-Scheck (Blank Check)
- 1994: Skandal in der Notaufnahme (State of Emergency)
- 1996: Das große Basketball-Kidnapping (Celtic Pride)

### Als Regisseur
- 1996: Im Auge des Sturms (The Right to Remain Silent)
- 1997: Codename Apocalypse (The Apocalypse)
- 2005: Boston Legal (Fernsehserie, 1 Episode)